# Diana Dors
Diana Dors (Swindon, Wiltshire, 1931. október 23. – Windsor, Berkshire, 1984. május 4.) angol színésznő.

## Életpályája
Szülei: Winifred Maud Mary (Payne) és Albert Edward Sidney Fluck voltak. Londonban a Drámai Művészetek Akadémiáján tanult. 1947-től szerepelt filmekben. Kisebb mellékszerepek után, az 1950-es években kezdték emlegetni, mint „a brit szexbombát”.
Hideg, jellegzetes hollywoodi elképzeléseknek megfelelő szépség volt. Sikereit főként drámai alkotásokban a „végzet asszonya” különböző típusaival aratta.

## Magánélete
1951–1959 között Dennis Hamilton volt a férje. 1959–1966 között Richard Dawson (1932–2012) angol színész volt a párja. Két fiuk született: Mark Dawson (1960-) angol színész, és Gary Dawson (1962-) angol filmproducer. 1968–1984 között Alan Lake (1940–1984) angol színésszel élt együtt. Egy fiuk született: Jason Dors Lake (1969-) színész.

## Filmjei
- Üzlet a Sly Cornernél (1946)
- Twist Olivér (1948)
- Gyémántváros (Diamond City) (1949)
- Táncterem (Dance Hall) (1950)
- Lady Godiva újra lovagol (Lady Godiva Rides Again) (1951)
- Utolsó oldal (The Last Page) (1952)
- A feleségem albérlője (My Wife's Lodger) (1952)
- Az aligátor neve Daisy (An Alligator Named Daisy) (1955)
- Érték pénzért (Value for Money) (1955)
- Két fitying egy kölyöknek (A Kid for Two Farthings) (1955)
- Miss Tulip ottmarad éjszakára (Miss Tulip Stays the Night) (1955)
- A hosszú vontatás (The Long Haul) (1957)
- A gonosz feleség (The Unholy Wife) (1957)
- Elveszek egy asszonyt (I Married a Woman) (1958)
- A köpenyes lány/Lány a Palio-n (La ragazza del palio) (1958)
- Útlevél a gyalázatnak (Passport to Shame) (1958)
- Armchair Theatre (1960–1964)
- Mr. Gibbons fiai (Mrs. Gibbons' Boys) (1962)
- West 11 (1963)
- Hajrá, franciák! (1964)
- A szendvicsember (The Sandwich Man) (1966)
- Veszélyes útvonal (Danger Route) (1967)
- Kalapácsfej (Hammerhead) (1968)
- Mélyvíz (1970)
- Lány a levesemben (1970)
- Queenie's Castle (1970–1972)
- Shakespeare-i gyilkosságok (1973)
- Steptoe és fia II. (1973)
- A síron túlról (1974)
- Just William (1977–1978)
- Gőzben (1985)